# Jensen Motors
Jensen Motors – fabryka karoserii samochodowych założona w 1934 w West Bromwich przez braci Jensenów. W 1953 zaczęła produkować całe samochody z silnikami Chryslera i Lotusa. Zasłynęła dzięki wprowadzeniu napędu na cztery koła, a najbardziej znanym modelem był "Interceptor". W 1976 zbankrutowała, reaktywowana w 1990, ostatecznie upadła w 1992.

## Lista modeli
- Jensen S-type (1936–1941)
- Jensen H-type (1938–1945)
- Jensen PW (1946–1952)
- Jensen Interceptor (1950–1957)
- Jensen 541 (1954–1959)
- Jensen 541R (1957–1960)
- Jensen 541S (1960 -1963)
- Jensen CV8 (1962-1966)
- Jensen P66 (1965 – prototyp)
- Jensen Interceptor (1966–1976)
- Jensen FF (1966–1971)
- Jensen-Healey (1972–1975)
- Jensen GT (1975–1976)
- Jensen S-V8 (1998–2002)

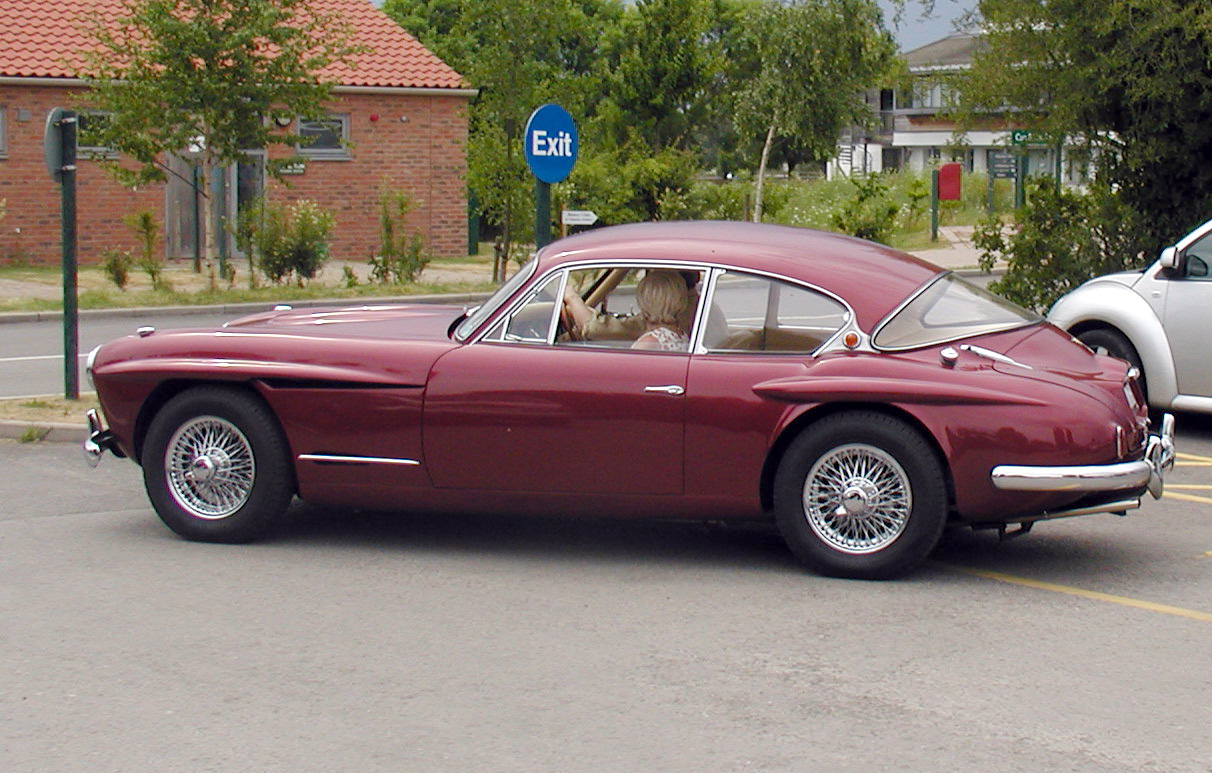
'59 Jensen 541R
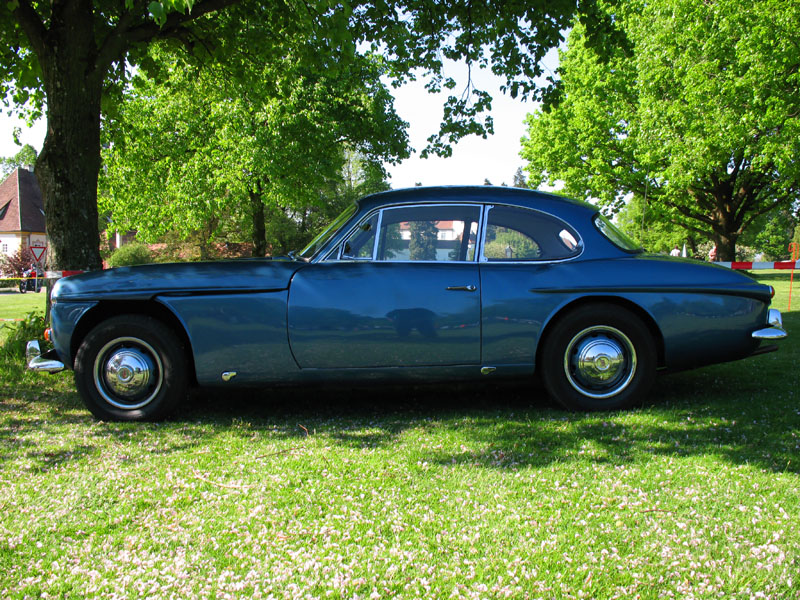
'65 Jensen CV8 Mk3
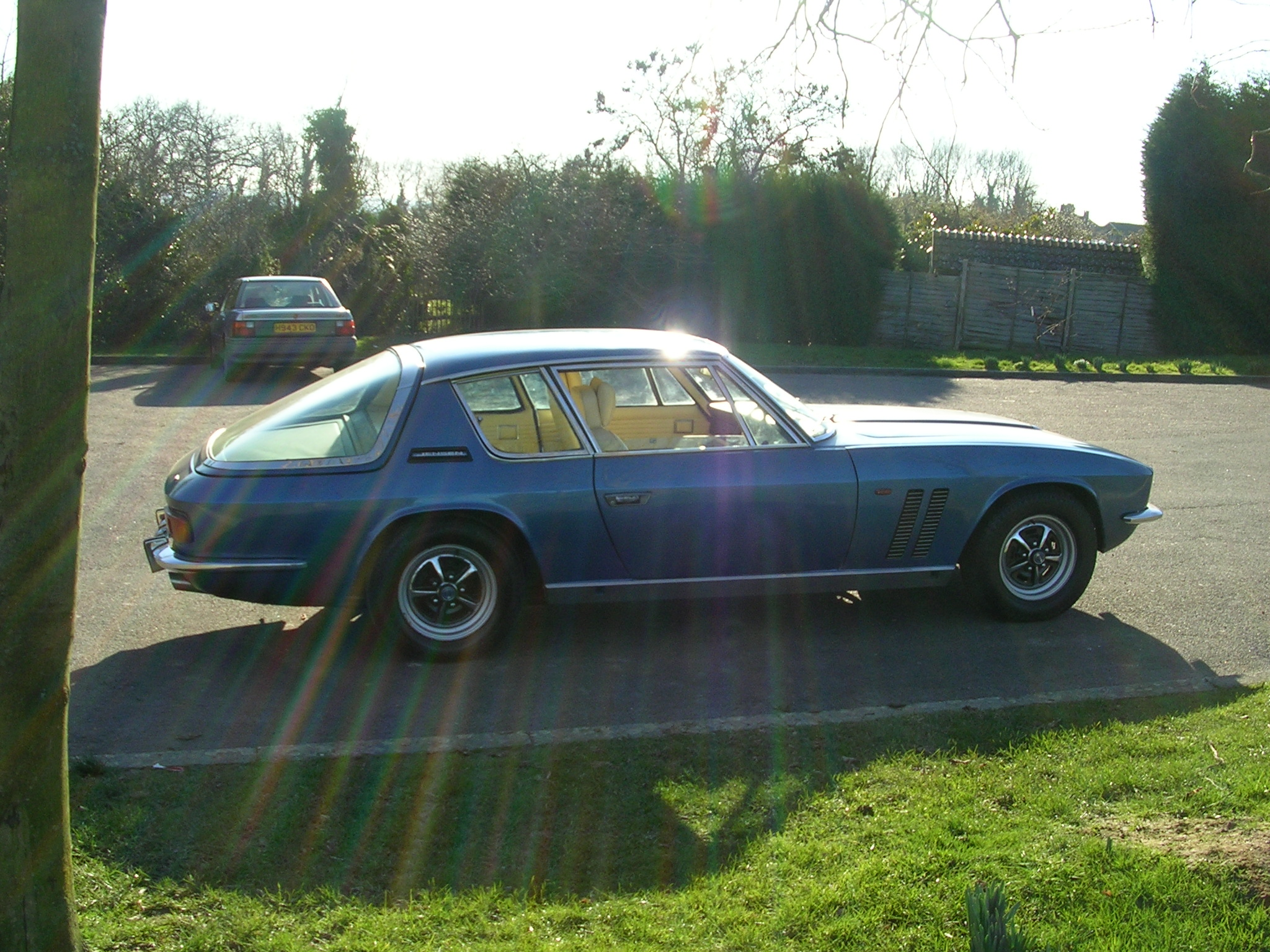
Jensen FF
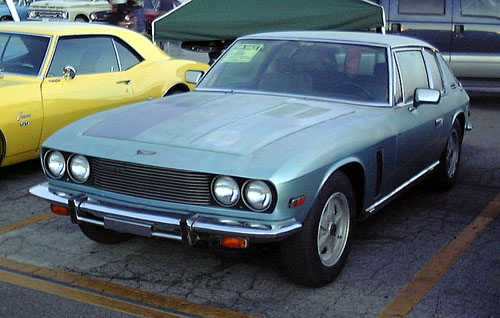
Jensen Interceptor